# Eugnosta sebasta
Eugnosta sebasta es una especie de polilla de la tribu Cochylini, familia Tortricidae.
Fue descrita científicamente por Razowski en 1994.

## Distribución
Se encuentra en México (Baja California).